# معدات طرفية

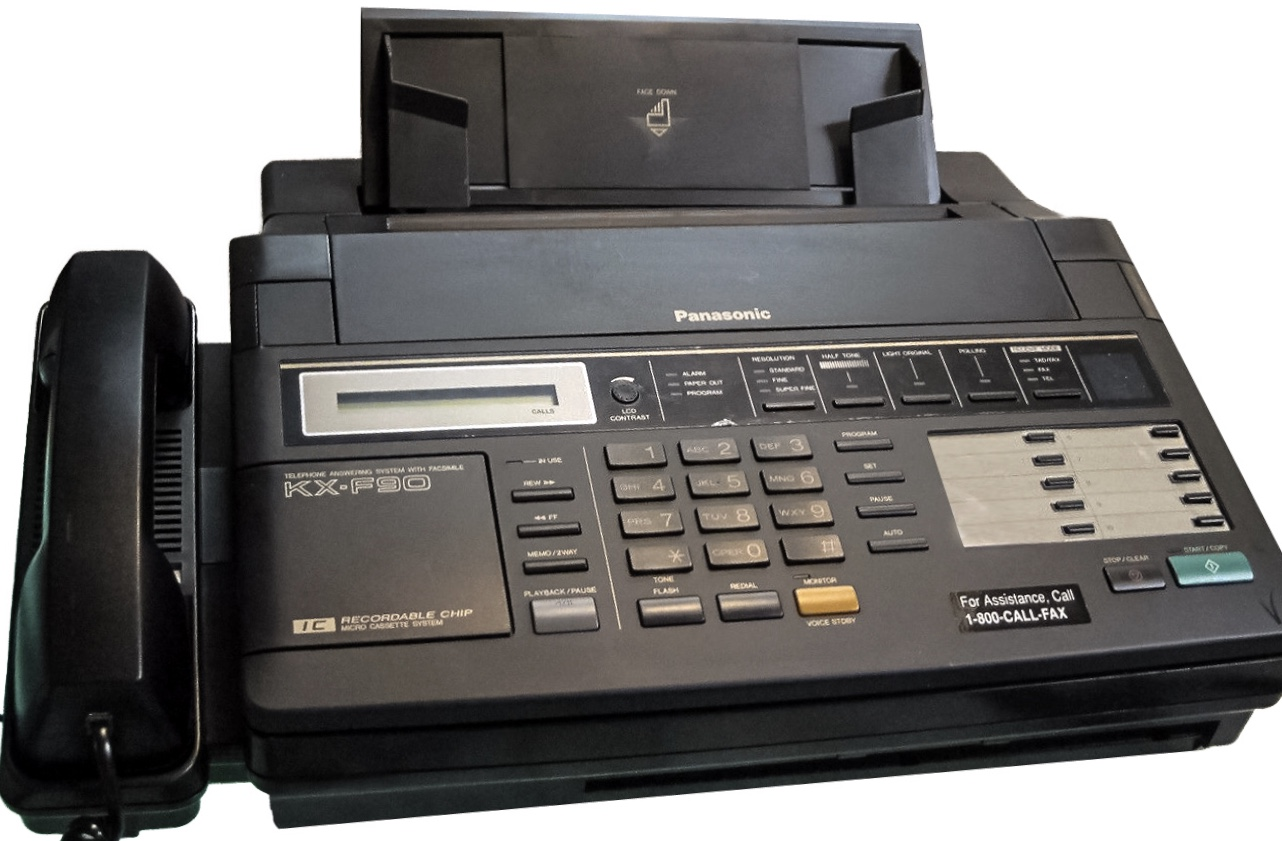
جهاز فاكس كمثال على المعدات الطرفية (التسعينات)

في الاتصال عن بعد، يشير مصطلح المعدات الطرفية لأحد المعاني التالية:
- معدات الاتصالات في أي طرف من طرفي رابط الاتصال، تستخدم للسماح للمحطات المعنية بإنجاز المهمة التي أنشئت من أجلها الصلة.[1]
- في أنظمة الترحيل الراديوية، هي المعدات المستعملة في النقاط التي يتم فيها إدراج البيانات أو اشتقاقها، وهي مختلفة عن المعدات المستخدمة فقط لنقل الإشارة المعاد تشكيلها.
- لوحات مفاتيح الهاتف والبرق وغيرها من المعدات الموجودة في موقع مركزي والتي يتم فيها إنهاء دوائر الاتصالات.